# Lea Maurer
Lea Maurer (n. 1 aprilie 1971, Yonkers, New York, SUA) este o înotătoare americană, medaliată olimpică. A participat la o ediție a Jocurilor Olimpice (1992) în care a câștigat o medalie de aur și o medalie de bronz.